# Война Тохты против Ногая
Война Тохты и Ногая — внутренний вооружённый конфликт в Золотой Орде в конце XIII века между ханом Тохтой и беклярбеком Ногаем. Война двух властителей, победителем из которой вышел Тохта, сыграла немаловажную роль и в истории Руси. Разорение Киева и Среднего Поднепровья, относившегося к улусу Ногая, вызвало очередную миграционную волну местного населения в Северо-Восточную Русь и переезд в неё киевского митрополита Максима.

## Предыстория
Власть Ногая в Золотой Орде достигла в 1297 году своего пика, но в это время произошел переворот в Кыпчаке, несмотря на его сильное влияние. Чтобы укрепить свою позицию, Ногай передал титул хана четырём братьям-Чингизидам, однако они вскоре начали ссориться между собой, вынудив одного из них, Тохту, бежать из Сарая, поскольку считали, что он желает править один.
Тохта обратился к Ногаю с просьбой помирить враждующих братьев на берегах Днепра и вернуться к коллективному правлению, но в итоге обманул братьев и изгнал их. Ногай не смог предотвратить это. После установления Тохтой единоличного правления, он выдвинул условия перед Ногаем, которые тот не смог выполнить, касающиеся выдачи бежавших к нему эмиров.
Первое столкновение между Тохтой и Ногаем произошло у реки Аксай. Тохта был разгромлен и бежал к Дону, но Ногай не преследовал его.
Ногай решил, что угроза для его власти в империи окончательно исчезла и послал своего внука Актаджи в Крым, чтобы он собрал налоги в Каффе, колонии Генуи. Однако жители города убили Актаджи, что вызвало гнев Ногая. Он отправил туда сильное войско, которое опустошило весь полуостров, включая генуэские территории (1298—1299 год)
В том же году возникли разногласия в войске Ногая, которые были лишь частично урегулированы. Как следствие, некоторые эмиры Ногая были убиты его сыновьями и многие из его сторонников перебежали к Тохте, который готовился к новому сражению. Тохта двинулся на юг из своего лагеря на Дону, поскольку лагерь Ногая находился на реке Терек. Битва произошла возле местечка Каганлык. Ногай потерпел поражение в битве и был убит во время попытки побега русским дружинником, хотя он просил о пощаде из-за своего возраста и высокого звания. Таким образом, он подвергся поражению. Однако Тохта приказал казнить дружинника, который убил Ногая, отрубив ему голову. Это произошло осенью 1299 года.

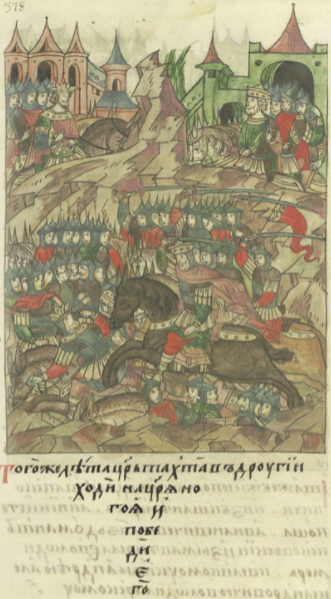
Тохта побеждает Ногая. Миниатюра Лицевого летописного свода

Победа Тохты над Ногаем продолжала потрясать всю империю в течение года. Сыновья эмира пытались сохранить наследство отца насколько это было возможно. Поэтому Тохте пришлось продолжать войну уже против них. Из сыновей Ногая никто не был достаточно близок к получению золотоордынского трона.
Джека, который взял на себя управление наследством Ногая, решил избавиться от своего брата Теке. Этот жестокий поступок и страх повторения судьбы Теке побудили наместника Тунгуза, которому Джека поручил управлять своими землями, бежать в Болгарию, где он присоединился к нескольким темникам. Джека последовал за ним, проходя через области аланов, которые в то время основались в Молдавии у устья реки Дуная, и был разбит. Однако ему удалось сбежать. Воспользовавшись этим, он снова собрал войско и направился против эмиров. Они были вынуждены обратиться к Тохте за помощью.  Феодор Святослав был родственником Джека, послал еврея к заключенному Джеку, который убил его. Таким образом, Святослав заслужил похвалу от хана Золотой Орды.

## Сражения
| Дата          | Конфликт           | Сторона 1    | Сторона 2  | Результат    |
| ------------- | ------------------ | ------------ | ---------- | ------------ |
| 1297          | Битва при Аксае    | Золотая Орда | Улус Ногая | Победа Ногая |
| 1299          | Разорение Киева    | Золотая Орда | Улус Ногая | Победа Тохты |
| 1299          | Битва при Каганлык | Золотая Орда | Улус Ногая | Победа Тохты |
| 1299 или 1300 | Битва на реке Дон  | Золотая Орда | Улус Ногая | Победа Тохты |